# Phyllanthus vatovaviensis
Phyllanthus vatovaviensis är en emblikaväxtart som beskrevs av Jacques Désiré Leandri. Phyllanthus vatovaviensis ingår i släktet Phyllanthus och familjen emblikaväxter. Inga underarter finns listade i Catalogue of Life.